# Östlig hålrotsfjäril
Östlig hålrotsfjäril (Zerynthia cerisy eller Allancastria cerisyi) är en större hålrotsfjäril - i storlek med segelfjärilen, men till utseendet lik andra hålrotsfjärilar fast dock gulvitare än denne. Denna art tillhör familjen riddarfjärilar.

## Habitat och utbredning
Den östliga hålrotsfjärilen föredrar öppna, varma, torra och solexponerade platser - gärna med täta buskbestånd, floddalar och brukade marker.
Dess utbredning är ganska mycket vidare än hos spansk hålrotsfjäril, fŕån östra Europa till Mindre Asien. Lite mer specificerat så är det sydöstra Serbien, södra Rumänien, Nordmakedonien, Albanien, norra Grekland, Turkiet, Cypern, Libanon, Israel, Irak och Iran.
Arten ses i bergstrakter upp till 1300 m ö.h.

## Utseende
Vingspannet är ungefär 52–62 mm.
Arten påminner mycket om spansk- och sydlig hålrotsfjäril, men har en mycket vitare ton i det gula och inte alls lika mycket svarta fält som hos ovannämnda arter. Könen är lika, dock inte lika lika som hos ovanstående arter. Hanen har mycket mindre andel svart på ovansidan, än honan. Hans framvinge har inga röda fläckar - detta har inte honan heller. Bakvingen har en röd fläck, hos båda könen, på dess framkant, samt en glest band med röda fläckar, fem stycken, längs bakkanten.
Honans svarta delar är mycket mer utbredda - vilket gör det lättare att urskilja könen från varandra. Den gula tonen är också gulare hos honan. Honan har även fem (oftast) blåa fläckar i bakvingens mörka bakkant.
Östlig hålrotsfjäril har även små "svalstjärtar", vilka de spröt som sticker ut från bakvingen kallas.

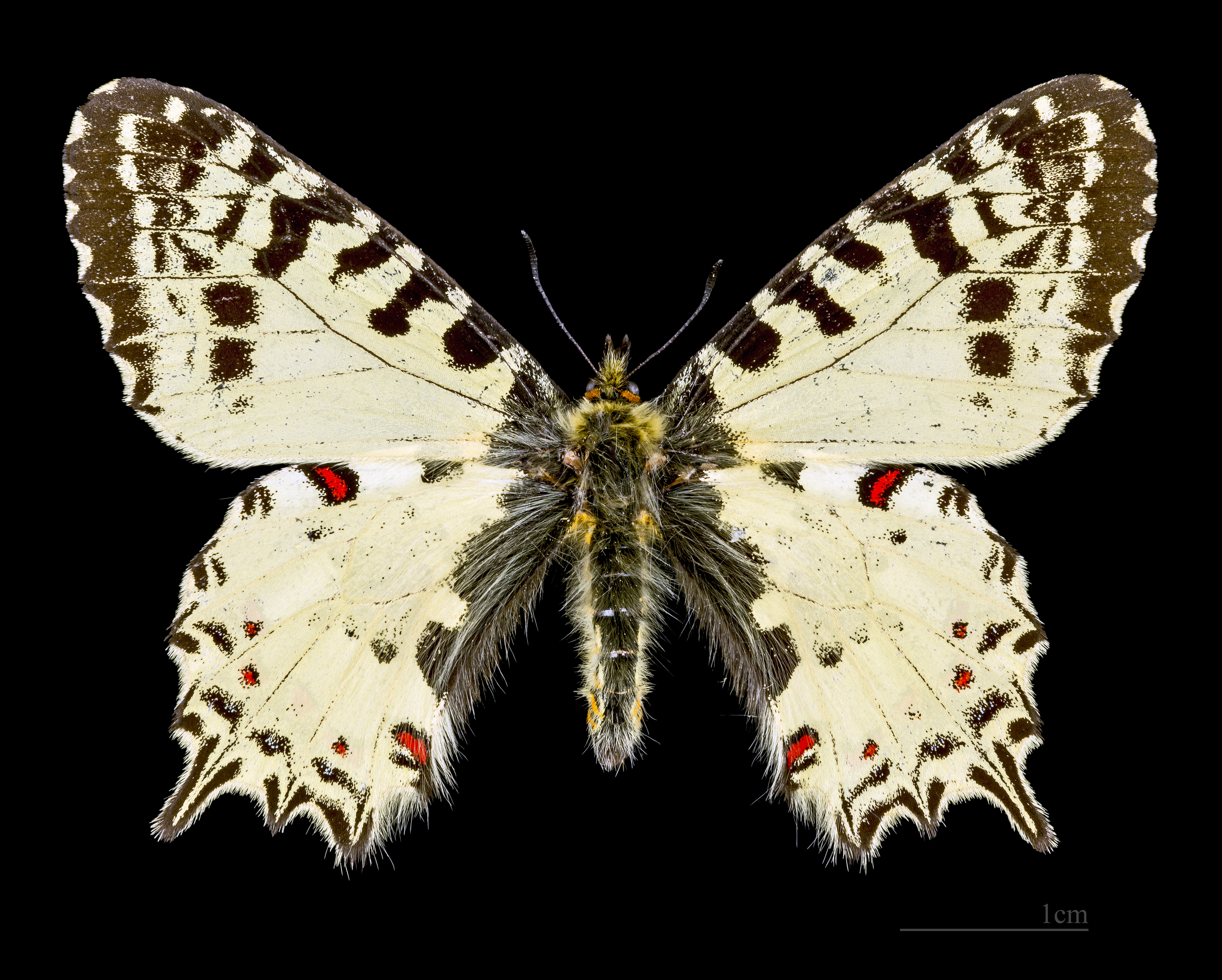
♂
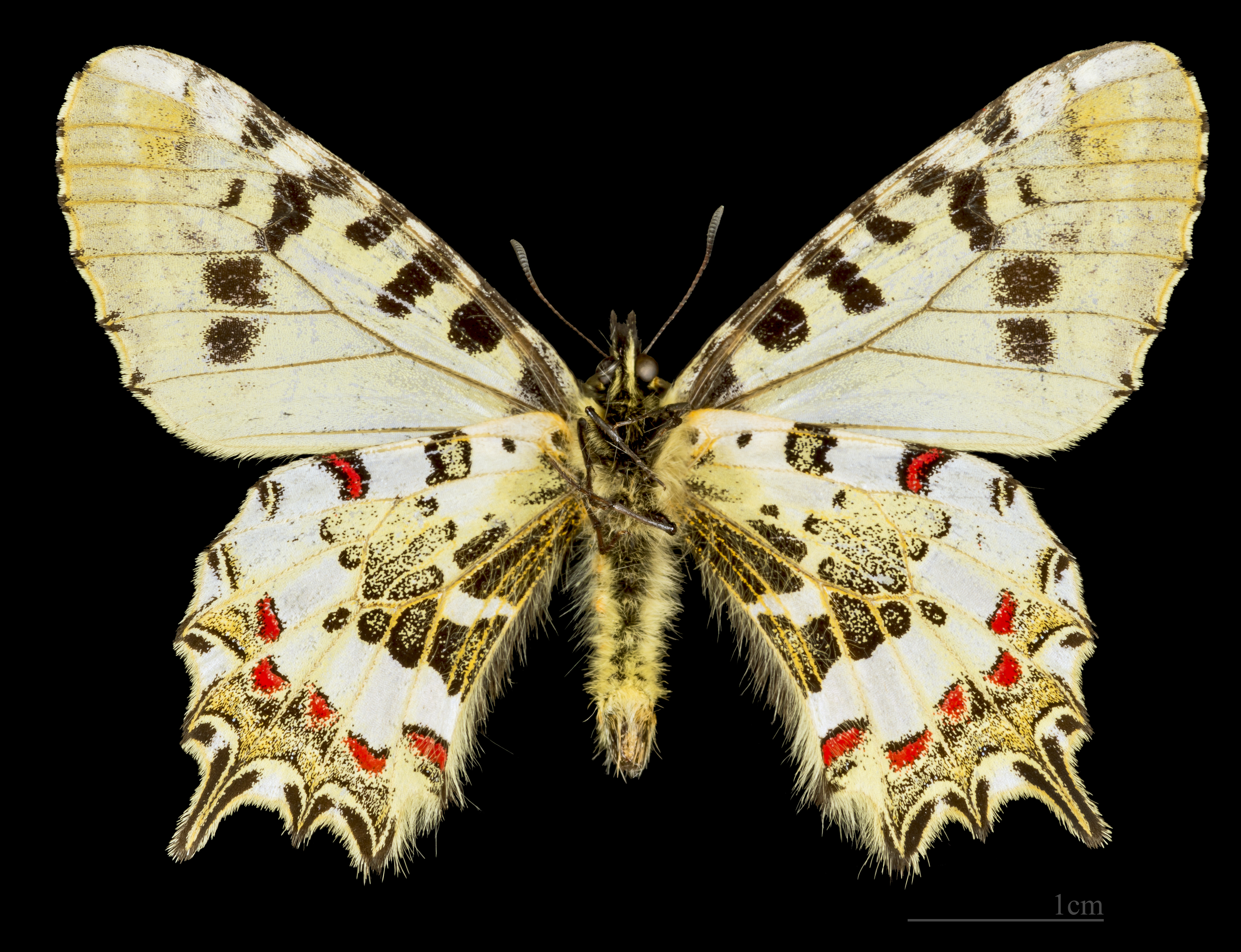
♂ △
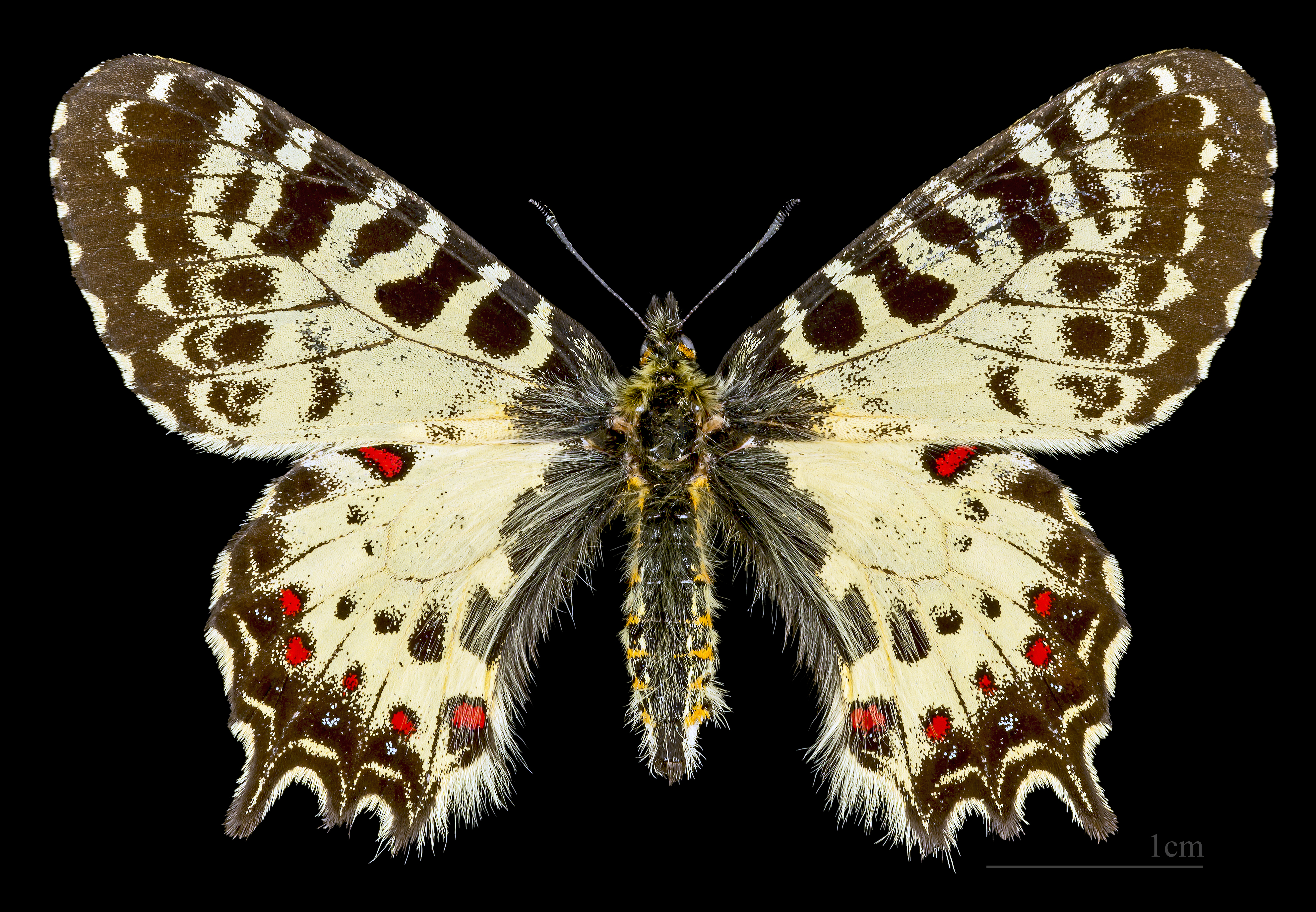
♀
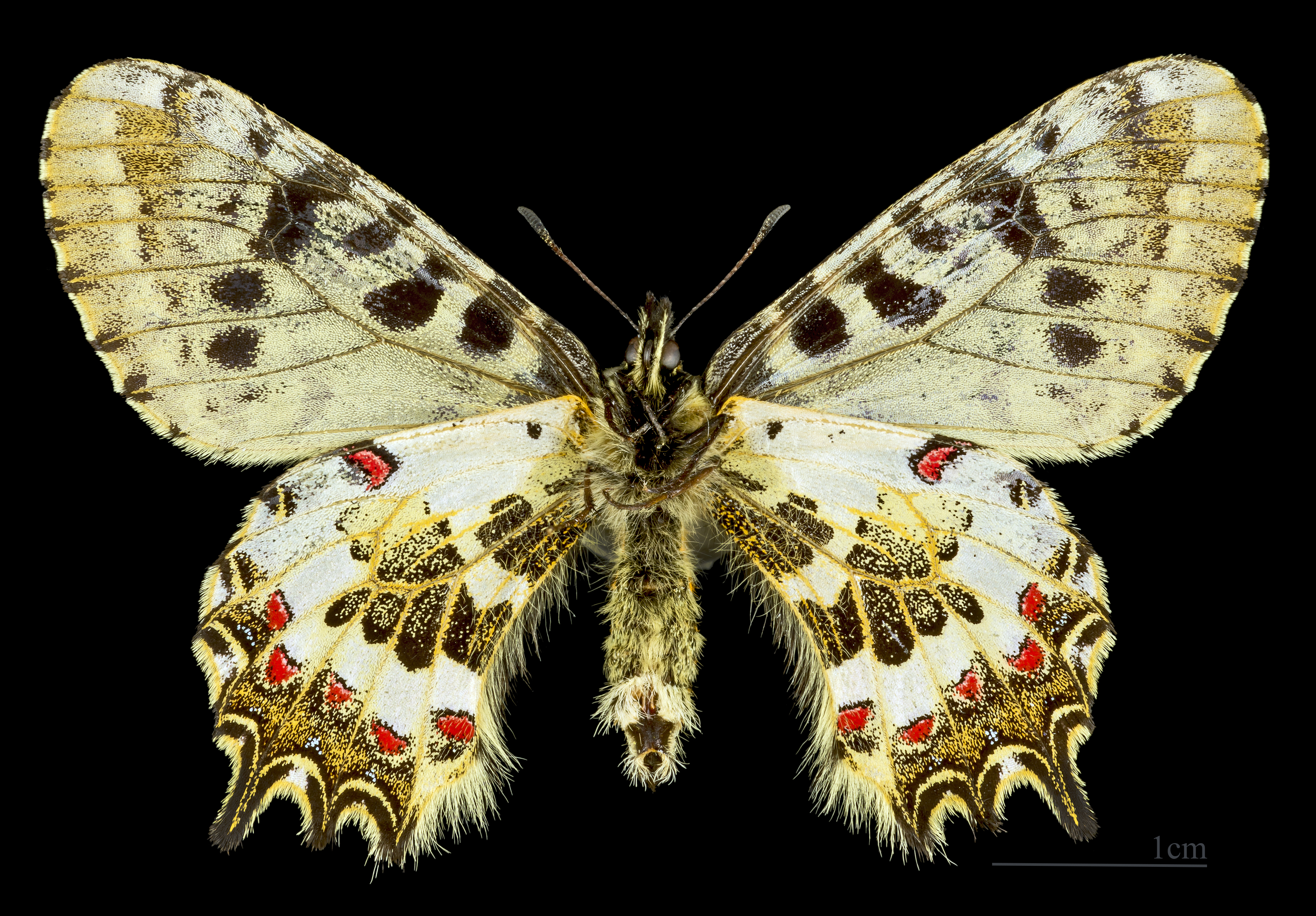
♀ △

## Underarter
Det finns en handfull underarter, men som dock inte är identifierbara i fält.

### Zerynthia cerisy cerisy
Detta är nominatrasen, denna beskrivs ovan.

### Zerynthia cerisy cretica
Denna ras skiljer sig både i form, färg och storlek.
Den kretiska rasen saknar svalstjärtarna och hanens mängd svart är ännu mer reducerad likaså de röda fläckarna på bakvingens bakkant - vilka är nästan obefintliga, i vissa fall.
Rasen anses vara egen art av vissa taxonomer. 

### Zerynthia cerisy cypria
Denna underart är lokal, endast på Cypern.

### Zerynthia cerisy ferdinandi
Underart som ses i Bulgarien.

### Zerynthia cerisy martini
Denna underart är lokal på Rhodos.

### Zerynthia cerisy huberi
En underart som ses i Grekland och även i Florina, Makedonien.

### Zerynthia cerisy speciosa
Denna underart klassificeras ibland som egen underart. Dennes lokalitet är östra Turkiet och Syrien.

## Ekologi

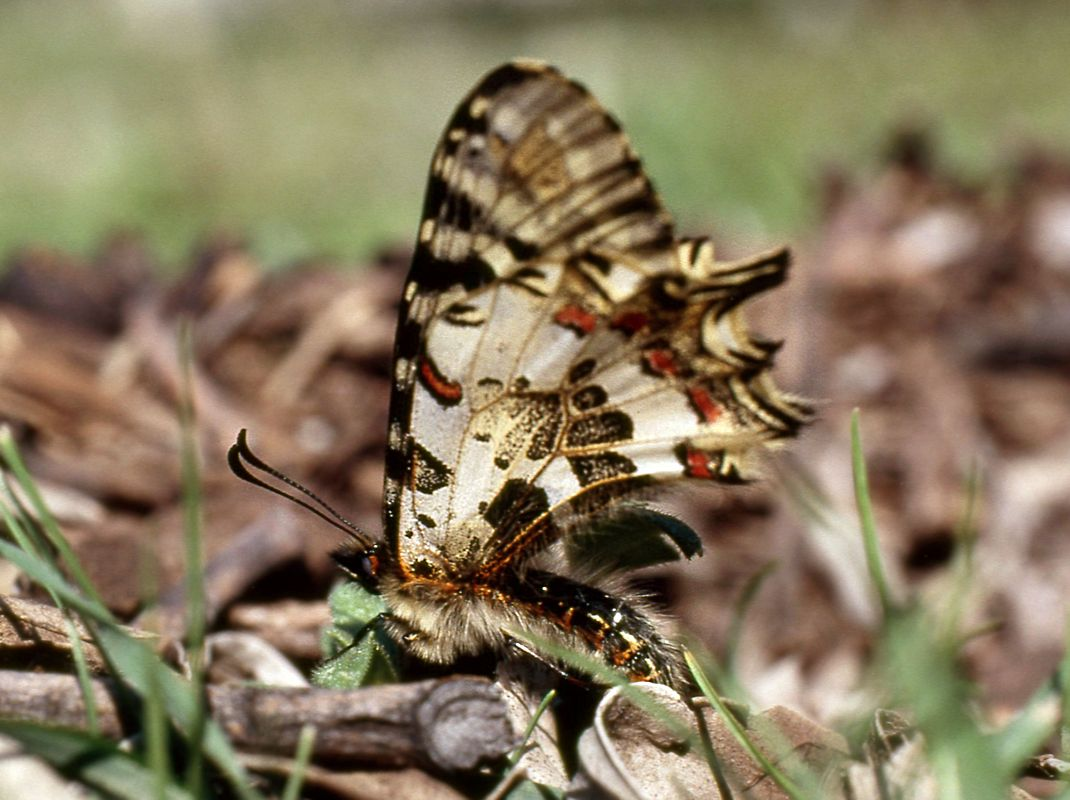
En nykläckt hane

Östlig hålrotsfjäril flyger bara i en generation vart år, vilken kan inträffa tre till fyra veckor senare beroende på altituden, höjden över havet.

### Reproduktion
Äggen läggs ensamma eller i små antal ovanpå löv, växter i närhet till buskar eller plantor väl skuggade av träd. När äggen sedan kläckts och larverna har ätit upp sig för förpuppningen, så brukar de oftast välja platser som foten av ett träd eller vid stenar.

### Värdväxter
Samtliga värdväxter är oftast av släktet Aristolochia.
- Aristolochia clematis
- Aristolochia bodamae
- Aristolochia cretica